# Osby järnvägsstation

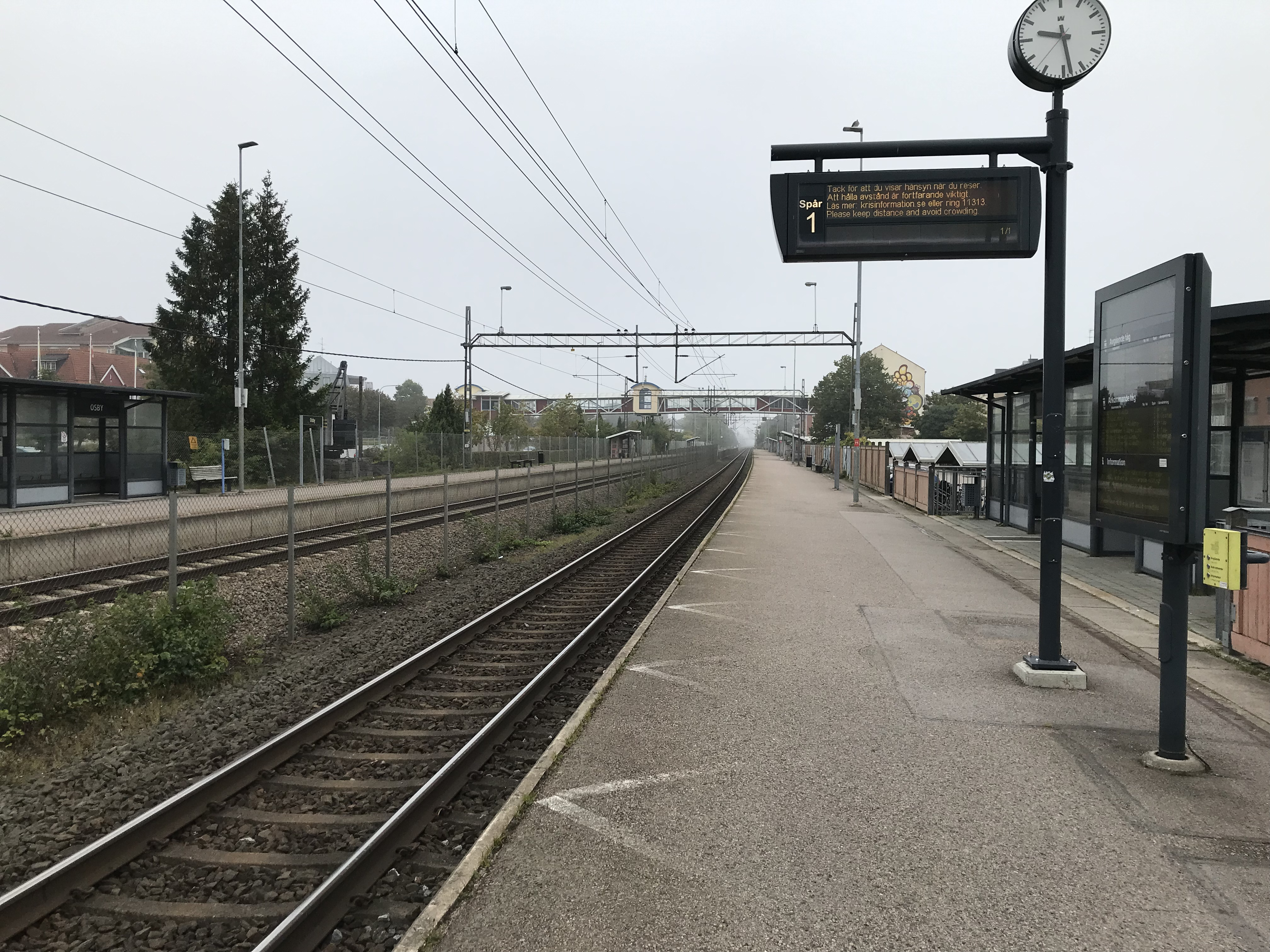
Osby station i september 2021

Osby järnvägsstation är en järnvägsstation på Södra stambanan belägen i Osby i nordöstra Skåne. Stationen byggdes 1862. Stationshuset, godsmagasinet och boställshuset uppfördes ursprungligen av trä. Nuvarande stationshus byggt i tegel. Den nya järnvägslinjen mellan Hässleholm och Älmhult öppnades för trafik den 1 augusti 1862, med Hästveda och Osby som mellanstationer. Idag stannar Öresundståg mellan Kalmar och Danmark i Osby samt Krösatågen mellan Växjö och Hässleholm.

## Stationshuset
Stationshuset uppfördes som var en envåningslänga med vindsvåning. I mittdelen fanns vestibul, expedition och bagagerum, det fanns även väntsalar för 1:a, 2:a klass och 3:e klass. Man hade också ett särskilt damrum.
Vid Osby järnvägsstation arbetade
- En stins
- En stationskarl
- En signalkarl
- En nattvakt
- En biljettförsäljare

## Passagerartrafik
Under månaderna augusti–december 1862 reste från Osby till Malmö 556 personer, till Lund 524, till Hässleholm 607, till Hästveda 2019 samt till Älmhult 2721.
| År   | antal passagerare |
| 1865 | 14 201            |
| 1872 | 26 099            |
| 1892 | 14 306            |
| 1902 | 18 454            |

## Godstrafik
Av särskilt intresse är den mycket livliga godstrafiken. Detta gäller främst trävaror och virke.
| År   | gods       |
| 1862 | 1 436 ton  |
| 1865 | 13 033 ton |
| 1872 | 15 893 ton |
| 1882 | 17 276 ton |
| 1902 | 16 488 ton |

## Osby stationsinspektorer
| Stins               | År   |
| Olof Jönsson        | 1862 |
| Gustav Frykman      | 1864 |
| Lars Nylander       | 1865 |
| Johan Axel Almstedt | 1890 |
| Anders Bovin        | 1902 |
| Hjalmar Ringström   | 1911 |
| Eric Stendahl       | 1923 |
| Gustav Samuelsson   | 1927 |
| Gustav Carlberg     | 1929 |
| Hugo Elfving        | 1944 |
| Henning Persson     | 1948 |